# عبور حنبعل لجبال الألب

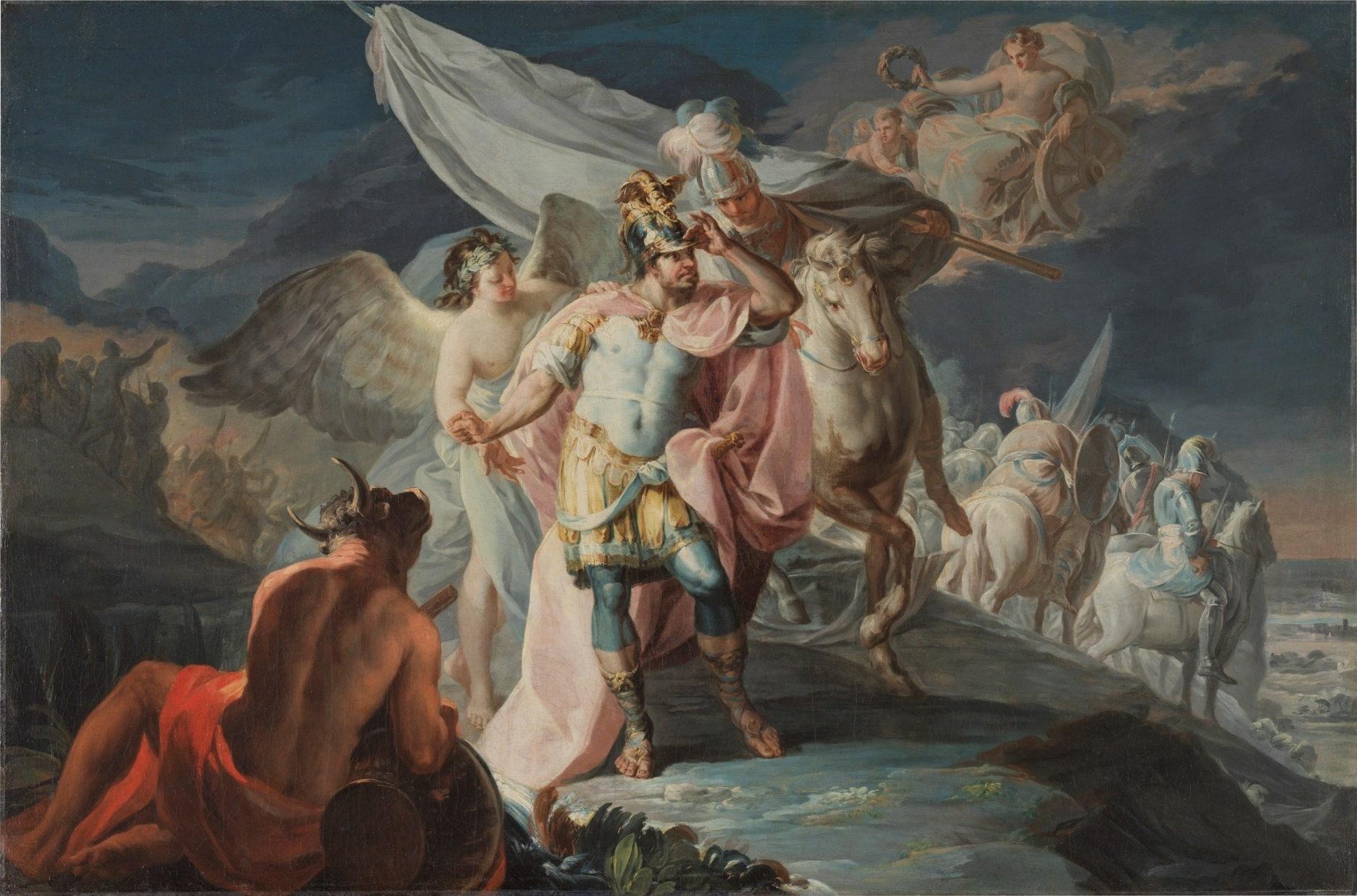
حنبعل عابراً الألب ، بريشة فرانثيسكو غويا 1771.

كان عبور حنبعل لجبال الألب في 218 قبل الميلاد أحد الأحداث الرئيسية في الحرب البونيقية الثانية، وأحد أكثر الإنجازات شهرة لأي قوة عسكرية في الحروب القديمة. تمكن حنبعل من قيادة جيشه القرطاجي عبر الألب وإلى إيطاليا لنقل الحرب مباشرة إلى الجمهورية الرومانية متجاوزًا الحاميات البرية الرومانية والحليفة والهيمنة البحرية الرومانية.

## الخلفية
بعد الهزيمة البحرية القرطاجية الأخيرة في جزر إيجيتس، استسلم القرطاجيون وقبلوا الهزيمة في الحرب البونيقية الأولى. سعى حملقار برقا (برقا تعني الرعد)، وهو عضو قيادي في الحزب البرقيني الوطني في قرطاج وجنرال متمكن في الحرب البونيقية الأولى، إلى تعويض الخسائر التي تكبدتها قرطاج على يد الرومان في صقلية. بالإضافة إلى ذلك، شعر القرطاجيون (وحملقار شخصيًا) بالمرارة بسبب خسارة سردينيا. بعد خسارة القرطاجيين الحرب، فرض الرومان عليهم شروطًا وُضعت لتقليص قرطاج إلى مدينة تدفع الإتاوة لروما وتجريدها في الوقت نفسه من أسطولها. على الرغم من أن شروط معاهدة السلام كانت قاسية، إلا أن الرومان لم يجردوا قرطاج من قوتها؛ كانت قرطاج الميناء التجاري البحري الأكثر ازدهارًا في عصرها، وكانت الإتاوة المفروضة عليهم من قبل الرومان تُسدد بسهولة على أساس سنوي في حين كانت قرطاج تحارب في الوقت نفسه المرتزقة القرطاجيين الذين كانوا في ثورة.
كان الحزب البرقيني القرطاجي مهتمًا بغزو إيبيريا، وهي أرض تمتلك من الموارد الطبيعية المتنوعة ما سيملأ خزائنها بإيرادات هي بأشد الحاجة إليها وتستبدل ثروات صقلية التي كانت تتدفق الآن إلى الخزائن الرومانية عقب نهاية الحرب البونيقية الأولى. بالإضافة إلى ذلك، كان طموح عائلة البرقا، إحدى العائلات النبيلة القائدة للحزب الوطني، أن يستخدموا شبه الجزيرة الإيبيرية يومًا ما لتكون قاعدة عمليات لشن حرب انتقامية ضد التحالف العسكري الروماني. كان هذان الأمران متلازمان، وعلى الرغم من المعارضة المحافظة لحملته، انطلق حملقار في 238 قبل الميلاد ليبدأ غزوه لشبه الجزيرة الإيبيرية واضعًا هذه الأهداف نصب عينيه. زاحفًا غربًا من قرطاج باتجاه أعمدة هرقل، حيث عبر جيشه المضيق وبدأ بإخضاع شبه الجزيرة، غزا حملقار الجزء الجنوبي الشرقي من شبه الجزيرة على مدار تسع سنوات. إن إدارته للمقاطعات التي غُزيت حديثًا دفعت كاتو الأكبر للتعليق قائلًا إنه «لم يكن هناك ملك مساوٍ لحملقار برقا».
قُتل حملقار في 228 قبل الميلاد، وشهد ذلك حنبعل، خلال حملة ضد السكان القلط الأصليين في شبه الجزيرة. مُنح الضابط البحري القائد – الذي كان صهر حملقار وعضوًا في الحزب الوطني – صدربعل «الوسيم» القيادة العليا من قبل ضباط الجيش الإيبيري القرطاجي. كان هناك عدد من المستعمرات الإغريقية على طول الساحل الشرقي لشبه الجزيرة الإيبيرية، وأبرزها المركز التجاري ساغونتو. أعربت هذه المستعمرات عن قلقها إزاء توطيد السلطة القرطاجية في شبه الجزيرة، التي حققتها القيادة العسكرية البارعة والمهارة الدبلوماسية التي يتمتع بها صدربعل. لجات ساغونتو إلى روما من أجل الحماية؛ أرسلت روما حامية إلى المدينة مع بعثة دبلوماسية إلى معسكر صدربعل في قرطاجنة، تبلغه أن نهر إيبيروس يجب أن يكون الحد الأقصى للتقدم القرطاجي في إسبانيا. أُرسل عقد المعاهدة والبعثة إلى معسكر صدربعل في 226 قبل الميلاد.
في 221 قبل الميلاد، قُتل صدربعل على يد قاتل مأجور. وفي ذلك العام أعرب ضباط الجيش القرطاجي في إيبيريا عن ثقتهم العالية بابن حملقار البالغ من العمر 26 عامًا، حنبعل، وذلك بانتخابه للقيادة العليا للجيش. بعد توليه القيادة (الأمر الذي أكده مجلس الشيوخ القرطاجي بأثر رجعي) للجيش الذي استخدمه والده خلال تسع سنوات من القتال الجبلي الصعب، أعلن حنبعل أنه سينهي مشروع والده بغزو شبه الجزيرة الإيبيرية، والذي كان الهدف الأول في خطة والده لجلب حرب إلى روما في إيطاليا وهزيمتها هناك.
أمضى حنبعل العامين الأولين من قيادته ساعيًا لإكمال طموح والده وكان في الوقت نفسه يخمد الكثير من الثورات المحتملة التي نتجت جزئيًا عن مقتل صدربعل، والتي هددت ممتلكات القرطاجيين التي غُزيت بالفعل بحلول ذلك الوقت. هاجم القبيلة المعروفة باسم أولكاديس واستولى على بلدتهم الرئيسية ألثيا. دُهش عدد من القبائل المجاورة بقوة وجشع هذا الهجوم، واستسلموا نتيجة لذلك إلى القرطاجيين. حصل حنبعل على الإتاوة من جميع هذه القبائل الخاضعة حديثًا، وزحف بجيشه عائدًا إلى قرطاجنة، حيث كافأ قواته بالعطايا ووعد بالمزيد من العطايا في المستقبل. خلال العامين التاليين، نجح حنبعل بإخضاع كل إيبيريا شرق نهر إبرة، باستثناء مدينة ساغونتو، التي كانت خارج نطاق خططه المباشرة إذ كانت تحت إشراف روما. كانت كتالونيا وساغونتو عند ذلك الوقت المنطقتين الوحيدتين في شبه الجزيرة خارج حوزة حنبعل.

## العلاقات الخارجية الرومانية

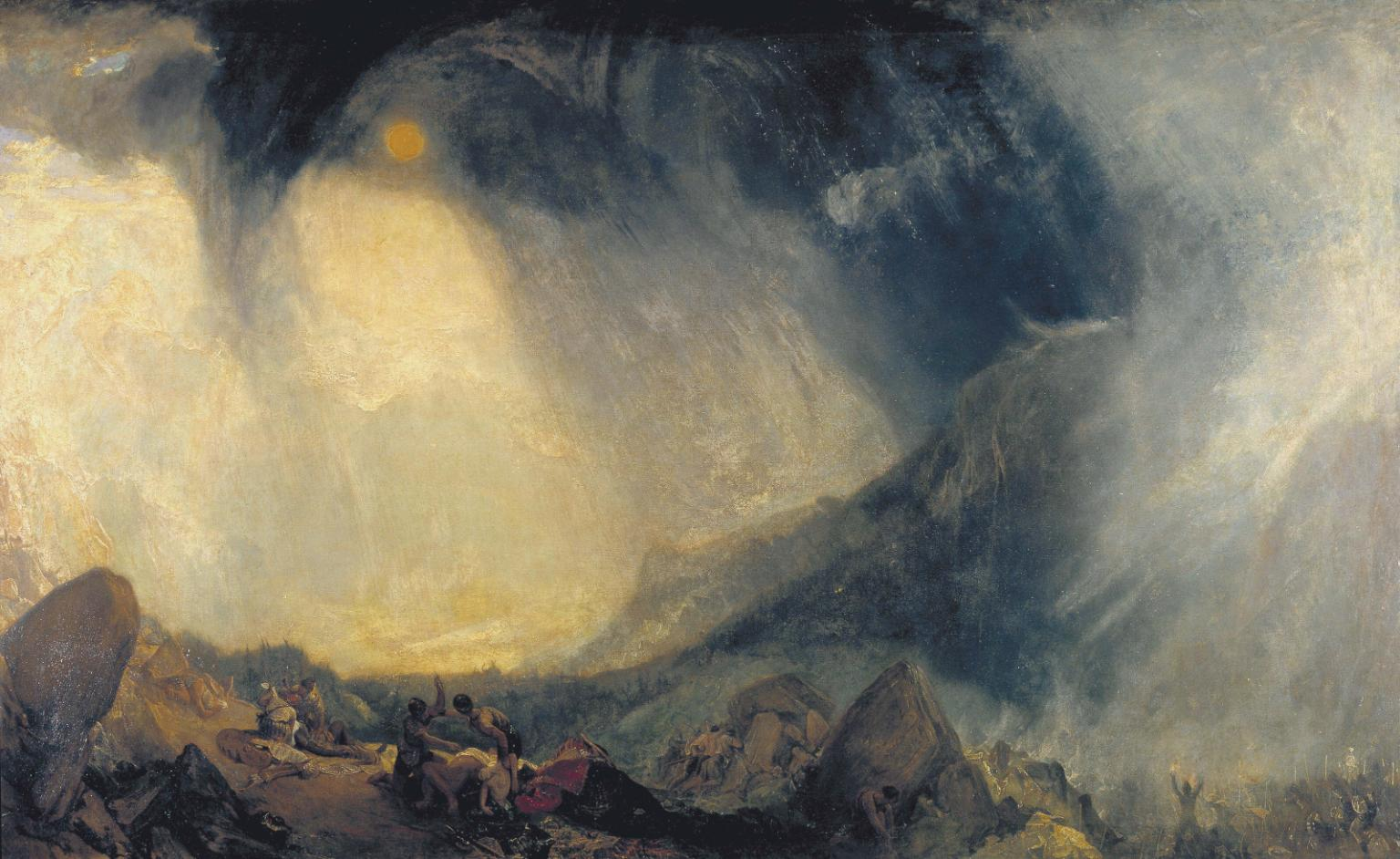
عبور حنبعل وجيشه جبال الألب، بريشة وليام تورنر (1812).

كان حنبعل ضليعًا بالسياسات الرومانية، ورأى أن الوقت بات ملائمًا للهجوم. كان لديه جواسيس من الغال في كل ركن من أركان الجمهورية الرومانية، حتى ضمن الدوائر الداخلية لمجلس الشيوخ ذاته. أمضى الرومان السنوات التي تلت نهاية الحرب البونيقية الأولى (264-241 قبل الميلاد) في إحكام قبضتهم على شبه الجزيرة من خلال اتخاذ مواقع جغرافية هامة في شبه الجزيرة بالإضافة إلى بسط قبضة روما على صقلية وكورسيكا وسردينيا.
كان الرومان في حالة حرب مع غاليي بادان بشكل متقطع لأكثر من قرن. شن البوي حربًا على الرومان في 238 قبل الميلاد، استمرت هذه الحرب حتى 236 قبل الميلاد. في 225 قبل الميلاد، تقدم السكان الأصليون لشمال إيطاليا، بعد أن لاحظوا تحرك روما مرة أخرى بقوة لاستعمار أراضيهم، إلى الهجوم لكنهم هُزموا. كان الرومان مصممين على دفع حدودهم حتى الألب. في 224 قبل الميلاد، استسلم البوي للهيمنة الرومانية، واستسلم الأناري أيضًا للرومان في العام التالي. في 223 قبل الميلاد، خاض الرومان معركة أخرى مع الغاليين، وهذه المرة مع الإنسوبريين. تكبد الرومان في البداية خسائر فادحة ضد الإنسوبريين في أثناء محاولتهم عبور مخاضة بالقرب من تقاطع نهري بو وأدا. بعد التخييم في هذا البلد لأيام دون اتخاذ أي إجراء حاسم، قرر القنصل الروماني هناك التفاوض على تسوية مع الإنسوبريين. بموجب شروط هذه الهدنة المُتفاوض عليها حديثًا، انسحب الرومان بكل شرف إلى أراضي حلفائهم، السينومانيين. وبمجرد أن أصبحوا بأمان داخل أراضي السينومانيين، زحف الرومان مرة أخرى بجيشهم إلى أراضي الإنسوبريين وانتصروا.
في 222 قبل الميلاد، أرسل القلط بعثة إلى مجلس الشيوخ الروماني، مناشدين السلام. مدركين وجود فرصة لتحقيق نصر لأنفسهم، رفض القنصلان (ماركوس كلاوديوس وغنايوس كورنيليوس) البعثة بشدة، واستعد الغاليون لحرب مع الرومان. فاستأجروا 30,000 مرتزق من وراء الألب وانتظروا وصول الرومان. عندما بدأ موسم الحملات، زحفت الجحافل القنصلية إلى أراضي الإنسوبريين مرة أخرى. دار قتال عنيف بالقرب من ميديولانوم، ما أدى إلى تسليم قادة الثورة الغالية أنفسهم إلى الرومان. مع هذا الانتصار، أُخضع غاليو بادان وكانوا جاهزين للثورة.

## التحضيرات
أرسل حنبعل، الذي كان مدركًا للوضع، عددًا من البعثات الدبلوماسية إلى القبائل الغالية في وادي بو. في 220 قبل الميلاد، كان قد بدأ بالتواصل بشكل وثيق مع غاليي بادان (أُطلق عليهم اسم «غاليو بادان» لأن نهر بو في هذه الحقبة كان يسميه الرومان «بادوس»)، وجلبت هذه البعثات معها عروضًا بالمال والطعام والأدلاء للقرطاجيين.